# Finschia rufa
Finschia rufa är en tvåhjärtbladig växtart som beskrevs av Otto Warburg. Finschia rufa ingår i släktet Finschia och familjen Proteaceae. Inga underarter finns listade i Catalogue of Life.